# Pferdekarre

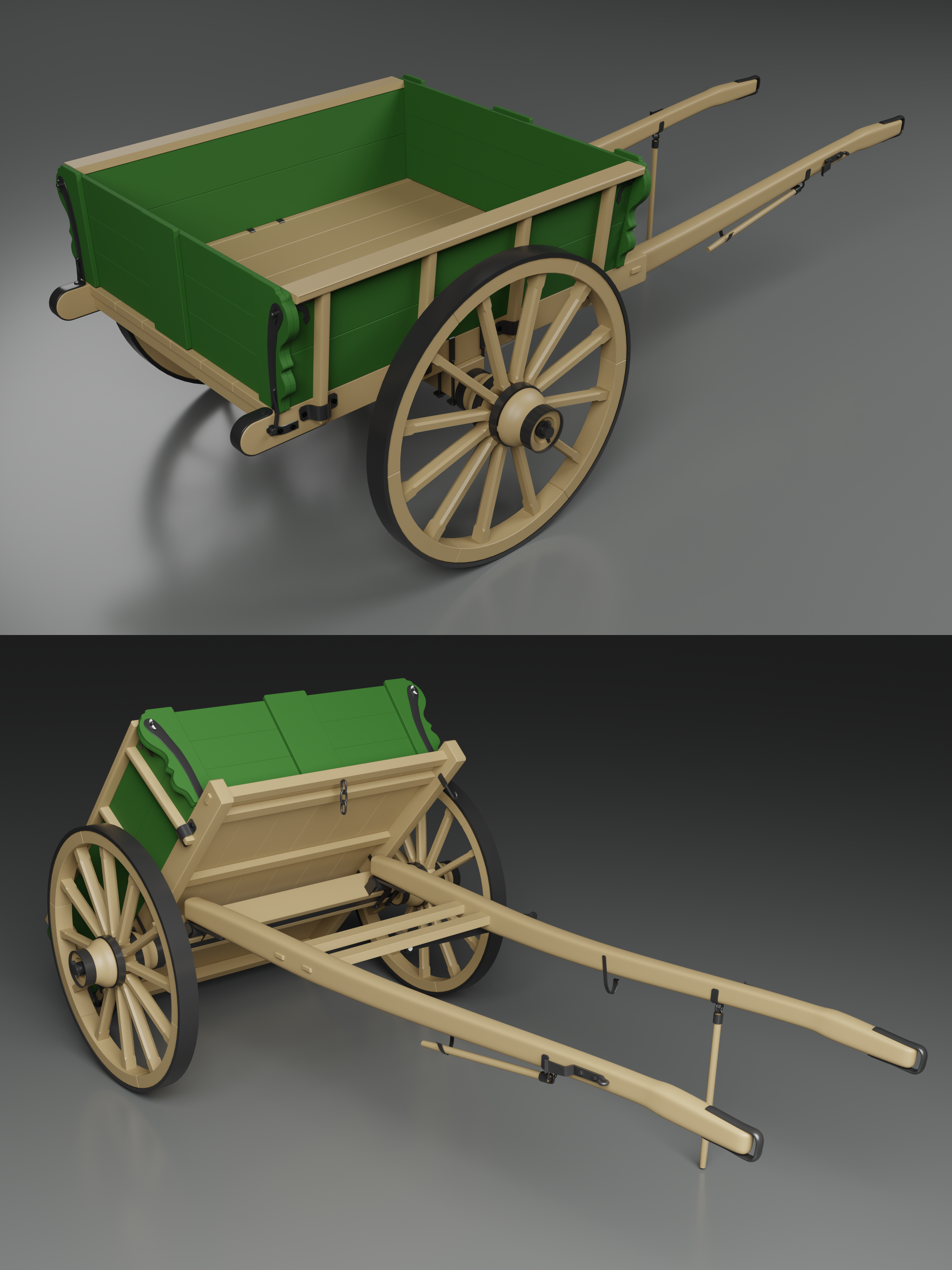
3D-Rekonstruktion einer kippbaren Pferdekarre

Eine Pferdekarre (oder auch ein Pferdekarren)  ist ein ungefedertes, einachsiges Fuhrwerk, das von einem oder mehreren Pferden gezogen wird. In Deutschland wurden diese Karren bis nach dem Zweiten Weltkrieg, vor allem in der Landwirtschaft, häufig verwendet.
Eine Form der Pferdekarre ist der Sizilianische Carretto, der heute noch gebräuchlich ist.
Besonders in der Form einer Sturzkarre, oder auch Stürzkarre genannt, fand das Fuhrwerk eine vielseitige Verwendung als Transportmittel für Schüttgut. Hierbei konnte der über der Achse auf einer Welle gelagerte Karrenaufsatz nach hinten gekippt (gestürzt) werden, sodass eine schnelle Entladung des Transportgutes möglich war. Derartige Fahrzeuge wurden bis Mitte des 20. Jahrhunderts auf Baustellen eingesetzt.
In Wien dienten Karren, die von einem Pferd gezogen wurden, vor dem Zweiten Weltkrieg als Baukarren und wurden Kabs (vom englischen Hansom Cab) genannt.  Die Wiener Gemeindebauten wurden mit Hilfe zahlreicher Kabs errichtet. Die Fahrer wurden Kabskutscher genannt. Diese bedienten sich einer sprichwörtlich groben Sprache („er schimpft wie ein Kabskutscher“). Die Pferde konnten zum Abkippen der Ladung rasch vom Karren gelöst werden. 

Stürzkarre, auf Plattdeutsch in Westfalen auch Störtkoar genannt
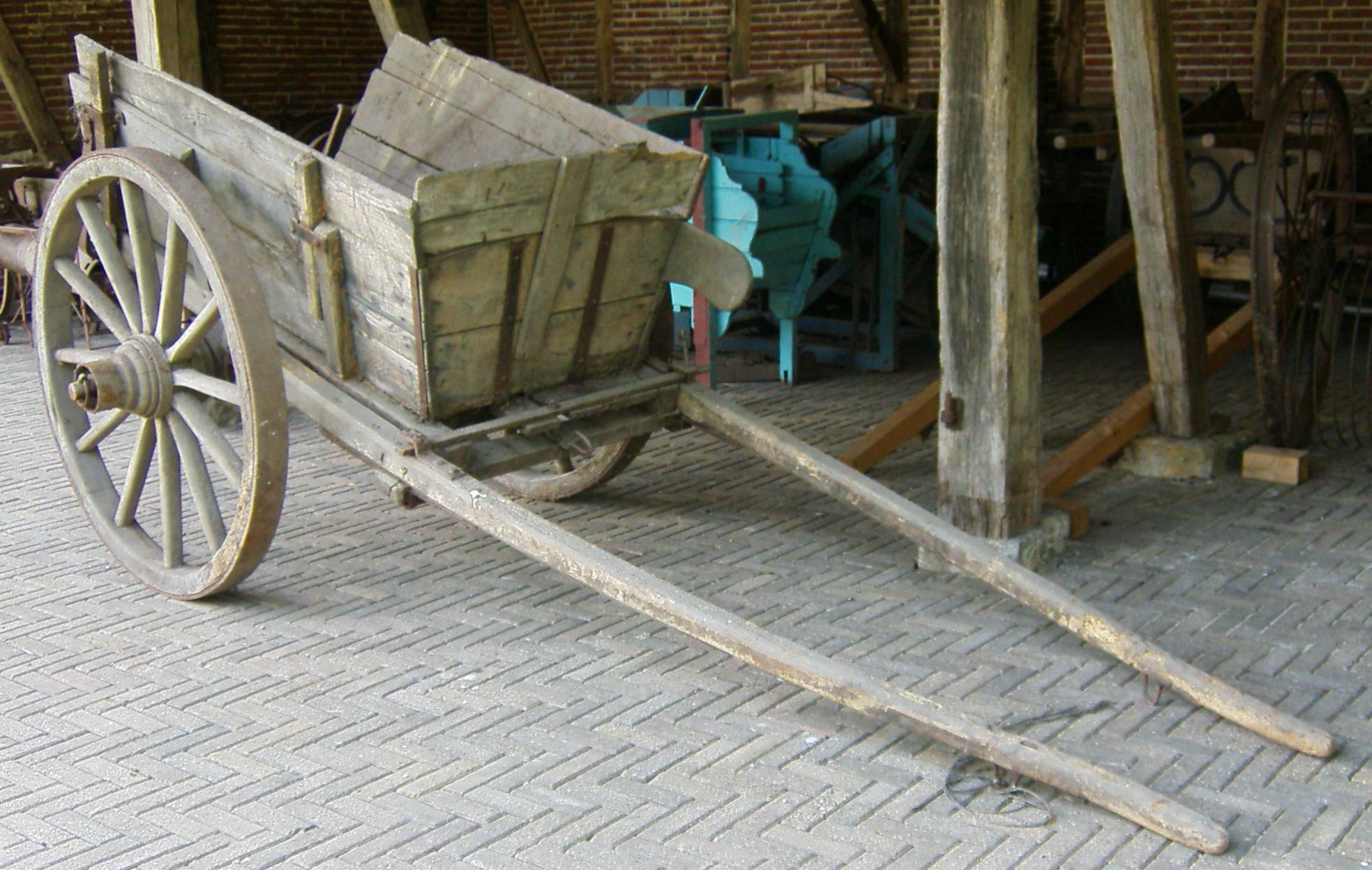
Alte Stürzkarre an der Heimathausanlage in Hauenhorst
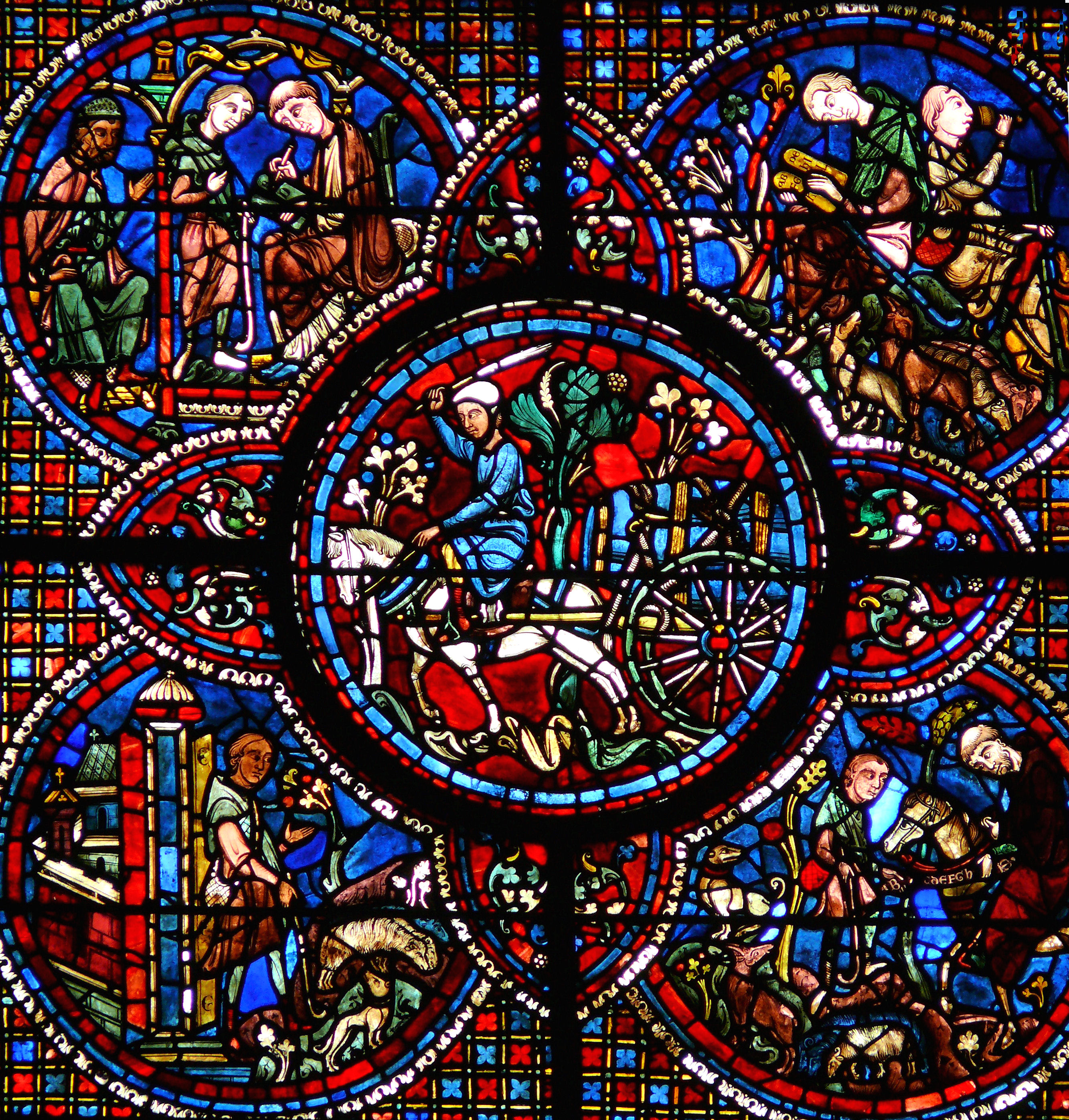
Fenster (um 1210) in der Kathedrale von Chartres: Pferdekarren mit einem Weinfass (Bildmitte)